# Film Roman

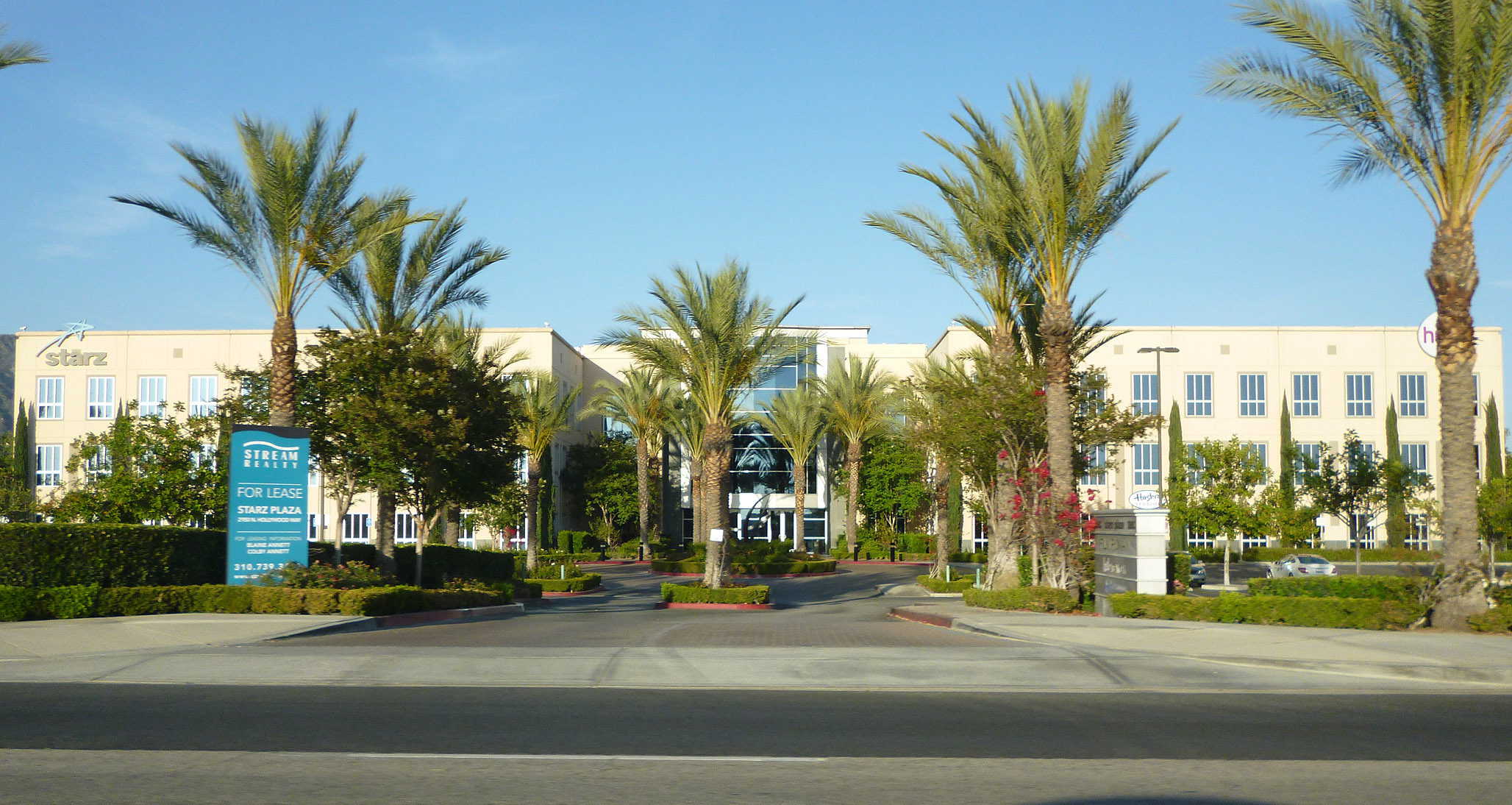
Fostul sediu al companiei Film Roman din Burbank.

Film Roman, LLC este un studio de animație american cu sediul prezent în Woodland Hills, California și anterior în Burbank. Aceasta a fost inițial deținut de Starz Inc., care este acum o divizie a Lionsgate, și în prezent de Waterman Entertainment, compania de producție a producătorului Steve Waterman.
Fondat de animatorul și regizorul veteran Phil Roman pe 26 octombrie 1984, este cel mai bine cunoscut pentru specialele primetime cu Garfield, bazate după benzile desenate cu același nume de Jim Davis. Compania a mai realizat producția sursei de animație a serialelor ca Familia Simpson (din 1992–2016), The Critic (1994–1995), King of the Hill și Familia mea dementă (din 1999–2000), și de asemenea a produs seriale ca Garfield și prietenii, Lumea lui Bobby și Dan Vs..

## Istorie

### Fondare
Phil Roman, un absolvent veteran al MGM Animation/Visual Arts și Bill Melendez Productions, a fondat Film Roman în 1984 ca să continue producția specialelor Garfield deoarece propriul studio al lui Melendez nu a putut să producă speciale cu Peanuts și Garfield în același timp. Producătorii executivi ai Peanuts, Bill Melendez și Lee Mendelson, au produs primele două speciale Garfield, dar producția a trebuit să fie mutată deoarece creatorii respectivi ai Peanuts și Garfield, Charles M. Schulz și Jim Davis, s-au îngrijorat cu privire la conflicte de interes în privința alocării priorității producției la studioul lui Melendez. După ce a plecat, CBS i-a oferit oportunitatea lui Phil Roman de a realiza următorul special Garfield pentru primetime, Garfield in the Rough, ceea ce el a acceptat și a condus ca el să producă și să regizeze de unul singur, astfel câștigând un premiu Emmy.
În 1985, șeful de programe pentru copii al CBS, Judy Price, a comandat un serial de animație cu Garfield, mai târziu intitulat Garfield și prietenii. I-a luat lui Phil Roman trei ani ca să se decidă pentru ca să-l dezvolte și să producă înainte ca să debuteze eventual în 1988 ca parte a intervalului de timp de sâmbătă dimineața a canalului. Garfield și prietenii a fost primul serial realizat de companie. În 1986, pentru ca să-și extindă și să-și diversifice compania, Roman i-a angajat pe Michael Wahl, vicepreședinte de probleme de afaceri de la Marvel Productions și avocatul său personal, în funcția de președinte și pe Bill Schultz, director pentru dezvoltare de la Marvel, pe postul de vicepreședinte de producție și dezvoltare. Garfield și prietenii a fost extins la o oră ca parte a blocului de sâmbătă dimineața al CBS, iar compania a continuat să crească în capacitate.
În 1988, Film Roman a vândut Lumea lui Bobby la Fox Kids, condus de Margaret Loesch. Din 1992 până în 2016, compania a realizat producția sursei de animație a serialului Familia Simpson, preluând de la Klasky Csupo, care a avut această slujbă pentru scurtmetrajele animate din The Tracey Ullman Show și primele trei sezoane.
În 2015, compania Film Roman a fost cumpărată de la Starz Media de către Waterman Entertainment.
Pe 22 noiembrie 2016, Film Roman și Boxel Studios au format Film Roman Baja J.V. (cunoscută și ca Film Roman Baja Productions), bazată în Tijuana.

### Locație
Studioul original a fost situat pe Riverside Drive în Toluca Lake, California, unde producătorul Lee Mendelson s-a alăturat lui Phil Roman. Ani mai târziu, studioul s-a mutat într-o nouă locație pe bulevardul Chandler în New York City, înainte ca să se relocheze într-o altă locație pe Starz Plaza din Hollywood May în Burbank, care a împărțit locul pe atunci cu Hub Network și Hasbro Studios, iar în final s-a așezat în prezent la Woodland Hills.

## Filmografie

### Seriale

#### Seriale TV
| Titlu                                   | Creator(i) / Dezvoltator(i)                                  | Ani       | Coproducție cu                                                                                        | Canal               | Note                                            |
| --------------------------------------- | ------------------------------------------------------------ | --------- | --- | ------------------- | ----------------------------------------------- |
| Garfield și prietenii                   | Jim Davis                                                    | 1988–1994 | United Media Productions (sezoanele 1–6) Lee Mendelson Film Productions (sezoanele 2–7) Paws, Inc.    | CBS                 |                                                 |
| Lumea lui Bobby                         | Howie Mandel Jim Staahl Jim Fisher                           | 1990–1998 | Alevy Productions Fox Children's Productions                                                          | Fox Kids            |                                                 |
| Zazoo U                                 | Shane DeRolf                                                 | 1990–1991 | Fox Children's Productions                                                                            | Fox Kids            |                                                 |
| Mother Goose and Grimm                  | Mike Peters                                                  | 1991–1993 | Lee Mendelson Film Productions Grimmy, Inc. Tribune Media Services MGM-UA Television Production Group | CBS                 |                                                 |
| Animated Classic Showcase               | N/A                                                          | 1993–1994 | Soyuzmultfilm                                                                                         | N/A                 |                                                 |
| Cro                                     | Mark Zaslove                                                 | 1993–1994 | Children's Television Workshop                                                                        | ABC                 |                                                 |
| Mighty Max                              | Mark Zaslove Rob Hudnut                                      | 1993–1994 | | Sindicare           |                                                 |
| Klutter                                 | David Silverman Savage Steve Holland                         | 1995–1996 | Savage Studios Nelvana Fox Children's Productions                                                     | Fox Kids            | Difuzat ca parte a serialului Eek! Stravaganza. |
| The Baby Huey Show                      | Bob Jacques                                                  | 1995      | Harveytoons                                                                                           | UPN Kids            | Sezonul 2.                                      |
| Masca                                   | Duane Capizzi                                                | 1995–1997 | Dark Horse Entertainment Sunbow Entertainment New Line Television                                     | CBS                 |                                                 |
| The Twisted Tales of Felix the Cat      | Pat Sullivan Otto Mesmer                                     | 1995–1997 | Felix the Cat Productions                                                                             | CBS                 |                                                 |
| C Bear and Jamal                        | Franklin Ajaye Barry Douglas Earl Richey Jones Todd R. Jones | 1996–1997 | Taurus Film GmbH & Co.                                                                                | Fox Kids            |                                                 |
| Mortal Kombat: Defenders of the Realm   | Sean Catherine Derek                                         | 1996      | Threshold Entertainment New Line Television                                                           | USA Network         |                                                 |
| Richie Rich                             | Warren Kremer                                                | 1996      | Harveytoons Jeffrey A. Montgomery Productions                                                         | Sindicare           |                                                 |
| Bruno the Kid                           | Joel Madison                                                 | 1996–1997 | Flying Heart Films Taurus Film GmbH & Co.                                                             | Sindicare           |                                                 |
| The Mr. Potato Head Show                | Dan Clark Doug Langdale                                      | 1998–1999 | Hasbro 20th Century Fox Television                                                                    | Fox Kids            |                                                 |
| X-Men: Evoluția                         | Marty Isenberg Robert N. Skir David Wise                     | 2000–2003 | Marvel Studios                                                                                        | Kids' WB            |                                                 |
| Free for All                            | Brett Merhar Merriwether Williams                            | 2003      | Showtime Networks                                                                                     | Showtime            |                                                 |
| Wow! Wow! Wubbzy!                       | Bob Boyle                                                    | 2006–2010 | Bolder Media IDT Entertainment (sezonul 1) Starz Media (sezoanele 1 și 2)                             | Nickelodeon         |                                                 |
| Me, Eloise                              | N/A                                                          | 2006–2007 | HandMade Films Starz Media                                                                            | Starz Kids & Family |                                                 |
| Slacker Cats                            | Andy Riley Kevin Cecil                                       | 2007–2009 | Laika                                                                                                 | ABC Family          |                                                 |
| The Super Hero Squad Show               | Stan Lee                                                     | 2009–2011 | Ingenious Media (sezonul 1) Marvel Animation                                                          | Cartoon Network     |                                                 |
| The Avengers: Earth's Mightiest Heroes! | Ciro Nieli Christopher Yost Craig Kyle                       | 2010–2013 | Ingenious Media (sezonul 1) Marvel Animation                                                          | Disney XD           |                                                 |
| Dan Vs.                                 | Dan Mendel Chris Pearson                                     | 2011–2013 | The Hatchery                                                                                          | The Hub             |                                                 |
| Senzaționalul Om Păianjen               | Marvel Animation                                             | 2012–2017 | Marvel Animation                                                                                      | Disney XD           |                                                 |
| Heathcliff                              |                                                              | VFA       | Creators Syndicate                                                                                    | VFA                 |                                                 |
| The Untamed                             |                                                              | VFA       | | VFA                 |                                                 |
| This Modern World by Tom Tomorrow       |                                                              | VFA       | | VFA                 |                                                 |

#### Seriale online
| Titlu                                 | Creator(i) / Dezvoltator(i) | Ani       | Coproducție cu                     | Platformă          | Note                                                                |
| ------------------------------------- | --------------------------- | --------- | ---------------------------------- | ------------------ | ------------------------------------------------------------------- |
| Charlie's Angels: Animated Adventures | N/A                         | 2003      | Hilltop Media                      | AnimatedAngels.com | Realizat ca să promoveze filmul Îngerii lui Charlie: În goană mare. |
| Camp WWE                              | WWE                         | 2016–2018 | WWE Studios Stoopid Buddy Stoodios | WWE Network        | [ 5 ]                                                               |

### Speciale
| Titlu                          | An   | Coproducție cu                                                                        | Canal               | Note |
| ------------------------------ | ---- | ------------------------------------------------------------------------------------- | ------------------- | ---- |
| Garfield in the Rough          | 1984 | United Media Productions Paws, Inc.                                                   | CBS                 |      |
| Garfield's Halloween Adventure | 1985 | United Media Productions Paws, Inc.                                                   | CBS                 |      |
| Garfield in Paradise           | 1986 | United Media Productions Paws, Inc.                                                   | CBS                 |      |
| Garfield Goes Hollywood        | 1987 | United Media Productions Paws, Inc.                                                   | CBS                 |      |
| A Garfield Christmas           | 1987 | United Media Productions Paws, Inc.                                                   | CBS                 |      |
| Happy Birthday Garfield        | 1988 | United Media Productions Paws, Inc.                                                   | CBS                 |      |
| Garfield: His 9 Lives          | 1988 | United Media Productions Paws, Inc.                                                   | CBS                 |      |
| Garfield's Babes and Bullets   | 1989 | United Media Productions Paws, Inc.                                                   | CBS                 |      |
| Garfield's Thanksgiving        | 1989 | United Media Productions Paws, Inc.                                                   | CBS                 |      |
| Garfield's Feline Fantasies    | 1990 | United Media Productions Paws, Inc.                                                   | CBS                 |      |
| Garfield Gets a Life           | 1991 | United Media Productions Paws, Inc.                                                   | CBS                 |      |
| Nick & Noel                    | 1993 | Bohbot Entertainment                                                                  | Sindicare           |      |
| A Cool Like That Christmas     | 1994 | 3 Arts Entertainment Quincy Jones-David Salzman Entertainment Warner Bros. Television | Fox                 |      |
| The Bears Who Saved Christmas  | 1994 | Bohbot Entertainment                                                                  | Sindicare           |      |
| Izzy's Quest for Olympic Gold  | 1995 | Comitetul Olimpic Internațional                                                       | TNT Cartoon Network |      |
| The Story of Santa Claus       | 1996 | Arnold Shapiro Productions CBS Productions                                            | CBS                 |      |
| The Magic Pearl                | 1997 | Greengrass Productions                                                                | ABC                 |      |
| Puss in Boots                  | 1997 | Argus Productions                                                                     | N/A                 |      |
| The Santa Claus Brothers       | 2001 | Nelvana Sitting Ducks Productions                                                     | Disney Channel      |      |
| The Happy Elf                  | 2005 | HC Productions DKP Studios IDT Entertainment                                          | NBC                 |      |
| Cranberry Christmas            | 2008 | Ocean Spray Productions                                                               | ABC Family          |      |

### Filme

#### Filme teatrale
| Titlu                | An   | Coproducție cu                                    | Distribuit de      | Note         |
| -------------------- | ---- | ------------------------------------------------- | ------------------ | ------------ |
| Tom și Jerry: Filmul | 1992 | Live Entertainment Turner Entertainment WMG Film  | Miramax            |              |
| My First Mister      | 2001 | Total Film Group ApolloMedia Film Management GmbH | Paramount Classics | Live-action. |

#### Filme direct-pe-video
| Titlu                               | An   | Coproducție cu                                                      | Note |
| ----------------------------------- | ---- | ------------------------------------------------------------------- | ---- |
| Weebles: Welcome to Weebleville!    | 2004 | Playskool                                                           |      |
| Weebles: Sharing the Fun!           | 2005 | Playskool                                                           |      |
| Mosaic                              | 2007 | Manga Entertainment POW! Entertainment                              |      |
| The Condor                          | 2007 | Manga Entertainment POW! Entertainment                              |      |
| Turok: Son of Stone                 | 2008 | The Weinstein Company Gold Key Comics Classic Media Lotto Animation |      |
| Moarte în spațiu: Creatorul         | 2008 | Starz Media Electronic Arts                                         |      |
| The Haunted World of El Superbeasto | 2009 | Starz Media                                                         |      |
| Dante's Inferno: An Animated Epic   | 2010 | Starz Media Electronic Arts Visceral Games                          |      |
| Moarte în spațiu: Vânătoarea        | 2011 | Starz Media Electronic Arts Visceral Games                          |      |

#### Filme televizate
| Titlu                        | An   | Coproducție cu                        | Canal               | Note         |
| ---------------------------- | ---- | ------------------------------------- | ------------------- | ------------ |
| Johnny Tsunami               | 1999 | Syracuse Productions                  | Disney Channel      | Live-action. |
| Aventuri la motocross        | 2001 | Stu Segall Productions                | Disney Channel      | Live-action. |
| Hellboy: Sword of Storms     | 2006 | Revolution Studios Starz Media        | Cartoon Network     |              |
| Hellboy: Blood and Iron      | 2007 | Revolution Studios Starz Media        | Cartoon Network     |              |
| Wubbzy's Big Movie!          | 2008 | Bolder Media Starz Media              | Starz Kids & Family |              |
| Wow! Wow! Wubbzy!: Wubb Idol | 2009 | Bolder Media Starz Media              | Nickelodeon         |              |
| Max Steel: Turbo-Charged     | 2017 | Film Roman Baja J.V. Mattel Creations | Cartoon Network     |              |
| Max Steel: Turbo-Warriors    | 2017 | Film Roman Baja J.V. Mattel Creations | Cartoon Network     |              |

### Scurtmetraje

#### Scurtmetraje direct-pe-video
| Titlu                   | An   | Coproducție cu                 | Note                                                       |
| ----------------------- | ---- | ------------------------------ | ---------------------------------------------------------- |
| Hellboy: The Iron Shoes | 2007 | Revolution Studios Starz Media | Parte a ediției pe DVD a filmului Hellboy: Blood and Iron. |
| Hellboy: The Dark Below | 2010 | Revolution Studios Starz Media |                                                            |

### Alte credite

#### Seriale
| Titlu               | Ani       | Canal                                | Servicii                                     |
| ------------------- | --------- | ------------------------------------ | -------------------------------------------- |
| Familia Simpson     | 1992–2016 | Fox                                  | Producție de animație pentru sezoanele 4–27. |
| The Critic          | 1994–1995 | ABC (1994) Fox (1995)                | Producție de animație.                       |
| King of the Hill    | 1997–2010 | Fox                                  | Producție de animație.                       |
| Familia mea dementă | 1999–2000 | Fox                                  | Producție de animație pentru sezonul 1.      |
| Mission Hill        | 1999–2002 | The WB (1999–2000) Adult Swim (2002) | Producție de animație.                       |
| The Man Show        | 1999–2002 | Comedy Central                       | Secvențe de animație.                        |
| The Oblongs         | 2001–2002 | The WB (2001) Adult Swim (2002)      | Producție de animație.                       |
| Lege și ordine      | 2006      | NBC                                  | Efecte vizuale.                              |
| The Goode Family    | 2009      | ABC                                  | Producție de animație.                       |
| Beavis și Butt-head | 2011      | MTV                                  | Producție de animație pentru sezonul 8.      |

#### Filme
| Titlu                                      | An   | Servicii                |
| ------------------------------------------ | ---- | ----------------------- |
| Second Time Around                         | 2002 | Efecte vizuale.         |
| Hellraiser 6                               | 2002 | Efecte vizuale.         |
| Daredevil                                  | 2003 | Efecte vizuale.         |
| The Fallen Ones                            | 2003 | Efecte vizuale.         |
| Eu, robotul                                | 2004 | Efecte vizuale.         |
| Demon Hunter                               | 2005 | Efecte vizuale.         |
| Ziua Morților                              | 2005 | Efecte vizuale.         |
| What's the Meaning of Love                 | 2005 | Efecte vizuale.         |
| Voodoo Moon                                | 2006 | Efecte vizuale.         |
| Slayer                                     | 2006 | Efecte vizuale.         |
| Jackass: Number Two                        | 2006 | Efecte vizuale.         |
| Setea                                      | 2006 | Efecte vizuale.         |
| Haunted Prison                             | 2006 | Efecte vizuale.         |
| Amuleta morții                             | 2007 | Efecte vizuale.         |
| Oră de vârf 3                              | 2007 | Trailer.                |
| Moștenire fatală                           | 2007 | Efecte vizuale.         |
| Intrigi de culise                          | 2007 | Trailer.                |
| Marele Buck Howard                         | 2008 | Efecte vizuale.         |
| Totul despre sex                           | 2008 | Trailer.                |
| Speed Racer                                | 2008 | Efecte vizuale.         |
| Kung Fu Panda: Secrets of the Furious Five | 2008 | Animație 2D adițională. |

#### Jocuri video
| Titlu                    | An   | Servicii          |
| ------------------------ | ---- | ----------------- |
| The Simpsons Game        | 2007 | Scene de filmare. |
| The Simpsons: Tapped Out | 2012 | Scene de filmare. |

#### Reclame
| Compania                            | Ani                        | Servicii                                                   |
| ----------------------------------- | -------------------------- | ---------------------------------------------------------- |
| Alpo                                | N/A                        |                                                            |
| Ask Jeeves                          | 2000                       | Rolă de branding de 5 minute.                              |
| Burger King                         | 2001–2003                  |                                                            |
| Butterfinger                        | 1992–1994; 1998–2001; 2007 |                                                            |
| CC's                                | 1998                       |                                                            |
| C.C. Lemon                          | 2000–2002                  |                                                            |
| Embassy Suites Hotel                | N/A                        |                                                            |
| Expedia                             | 2003                       |                                                            |
| Garfield Fruit Snacks               | N/A                        | [ 8 ]                                                      |
| General Foods                       | N/A                        |                                                            |
| Honey Nut Cheerios                  | 1993                       | Reclama cu Garfield.                                       |
| Matchbox                            | 2002                       | Prezentări de vânzare CGI animate de Forum Visual Effects. |
| Microsoft                           | 2003                       |                                                            |
| Mirinda                             | 2005–2006; 2008            |                                                            |
| Partnership for a Drug-Free America | 2002                       |                                                            |
| RC Cola                             | 1999                       |                                                            |
| SeaWorld                            | 1998                       |                                                            |
| SHO Too                             | 2002                       | [ 10 ]                                                     |
| Toyota                              | 1992–1993                  |                                                            |
| Trix                                | 1991                       |                                                            |

#### Videoclipuri muzicale
| Titlu       | An   | Artist / Formație | Servicii  |
| ----------- | ---- | ----------------- | --------- |
| Get in Line | 1999 | Barenaked Ladies  | Animație. |
| Frijolero   | 2003 | Molotov           | Animație. |

#### Parcuri de distracții
| Titlu             | An   | Servicii               |
| ----------------- | ---- | ---------------------- |
| The Simpsons Ride | 2008 | Referință de animație. |